# Carol Forman
Carol Forman (19 de junio de 1919, Epes, Alabama – 9 de julio de 1997, Burbank, California) fue una actriz estadounidense conocida sobre todo por interpretar a villanas exóticas en series de acción, en particular a Spider Lady en el serial de Superman de 1948, así como a Sombra, la villana principal del serial de Republic de 1947 The Black Widow.

## Primeros años
Nació como Maude Carolyn Sawls en Epes, Alabama, el 19 de julio de 1919 (algunas fuentes indican 1918), la mayor de los dos hijos de Edward D. Sawls, carpintero, y Annabelle Fleming, ama de casa. Su interés por la interpretación comenzó de niña. A los seis años ya actuaba en obras escolares. Seguiría actuando durante la escuela secundaria.
De adolescente, se trasladó a Memphis.  Allí trabajó como vendedora de cosméticos. Allí conoció a su primer marido, Robert D. Forman, con quien se casó en 1940. El matrimonio no duró mucho.

## Carrera
A mediados de los años cuarenta, Forman se había trasladado a California. Mientras trabajaba en pequeñas producciones de teatro comunitario, sobre todo en papeles poco simpáticos, fue descubierta por un cazatalentos de RKO Pictures. En 1946, RKO la contrató. Uno de sus primeros papeles fue el de novia de Raymond Burr en su primera película, Code of the West. Volvió a actuar junto a Burr en San Quentin.
Sin embargo, Forman sería más conocida por aparecer en seriales cinematográficos.
En los seriales, Forman se diferenciaba de otras actrices por interpretar exclusivamente a villanas. En ocasiones, sus personajes utilizaban disfraces para ir de incógnito o hacerse pasar por otros personajes, del mismo modo que Batman, o Artemis Gordon en The Wild Wild West serie de televisión años más tarde. En 1952, en la comedia musical nostálgica By the Light of the Silvery Moon protagonizada por Doris Day, Forman hizo una parodia de su personaje de serie apareciendo brevemente como una mujer malvada en la ensoñación de un niño.
También hizo apariciones como invitada en The Cisco Kid protagonizada por Duncan Renaldo y Leo Carillo a principios de la década de 1950.

## Filmografía
| Año  | Título                             | Papel                                | Notas                                         |
| ---- | ---------------------------------- | ------------------------------------ | --------------------------------------------- |
| 1946 | From This Day Forward              | Consejera en la Oficina de Desempleo | Sin acreditar                                 |
| 1946 | Nocturne                           | Recepcionista                        | Sin acreditar                                 |
| 1946 | The Falcon's Adventure             | Helen Ray                            |                                               |
| 1946 | San Quentin                        | Ruthie                               |                                               |
| 1947 | Code of the West                   | Milly                                |                                               |
| 1947 | Honeymoon                          | Enfermera                            | Sin acreditar                                 |
| 1947 | Desperate                          | Mrs. Henry Roberts                   | Sin acreditar                                 |
| 1947 | Under the Tonto Rim                | Juanita                              |                                               |
| 1947 | The Black Widow                    | Sombra, The Black Widow              | Serial                                        |
| 1947 | Brick Bradford                     | Queen Khana                          | Serial                                        |
| 1948 | Docks of New Orleans               | Nita Aguirre                         |                                               |
| 1948 | Superman                           | Spider Lady                          | Serial                                        |
| 1948 | The Mozart Story                   | Catherine Cavallieri                 | (nuevas escenas)                              |
| 1948 | The Feathered Serpent              | Sonia Cabot                          |                                               |
| 1949 | Federal Agents vs. Underworld, Inc | Nila                                 | Serial                                        |
| 1949 | Brothers in the Saddle             | Flora Trigby                         |                                               |
| 1951 | Oh! Susanna                        | Rubia                                | Sin acreditar                                 |
| 1952 | Blackhawk                          | Laska                                | Serial                                        |
| 1953 | By the Light of the Silvery Moon   | Dangerous Dora                       | Sin acreditar                                 |
| 1961 | Ada                                | Mujer del periódico                  | Sin acreditar, (último papel cinematográfico) |

## Muerte
Murió en Burbank, California el 9 de julio de 1997 por causas naturales.